# Lausitzer Rundschau
Die Lausitzer Rundschau (LR) mit Sitz in Cottbus ist eine 1946 gegründete regionale Tageszeitung in Brandenburg und Sachsen. Sie erscheint in elf Lokalausgaben in Süd-Brandenburg und zwei in Nordost-Sachsen. Die verkaufte Auflage beträgt 43.361 Exemplare, ein Minus von 74,6 Prozent seit 1998. (Stand: Februar 2019).
Eigentümerin der Zeitung ist die Märkisches Medienhaus GmbH & Co. KG, die Herausgeberin der benachbarten Märkischen Oderzeitung. Diese wiederum ist Teil des Medienkonzerns Neue Pressegesellschaft mit Sitz in Ulm, dem zahlreiche Regionalzeitungen in Süd- und Ostdeutschland gehören.

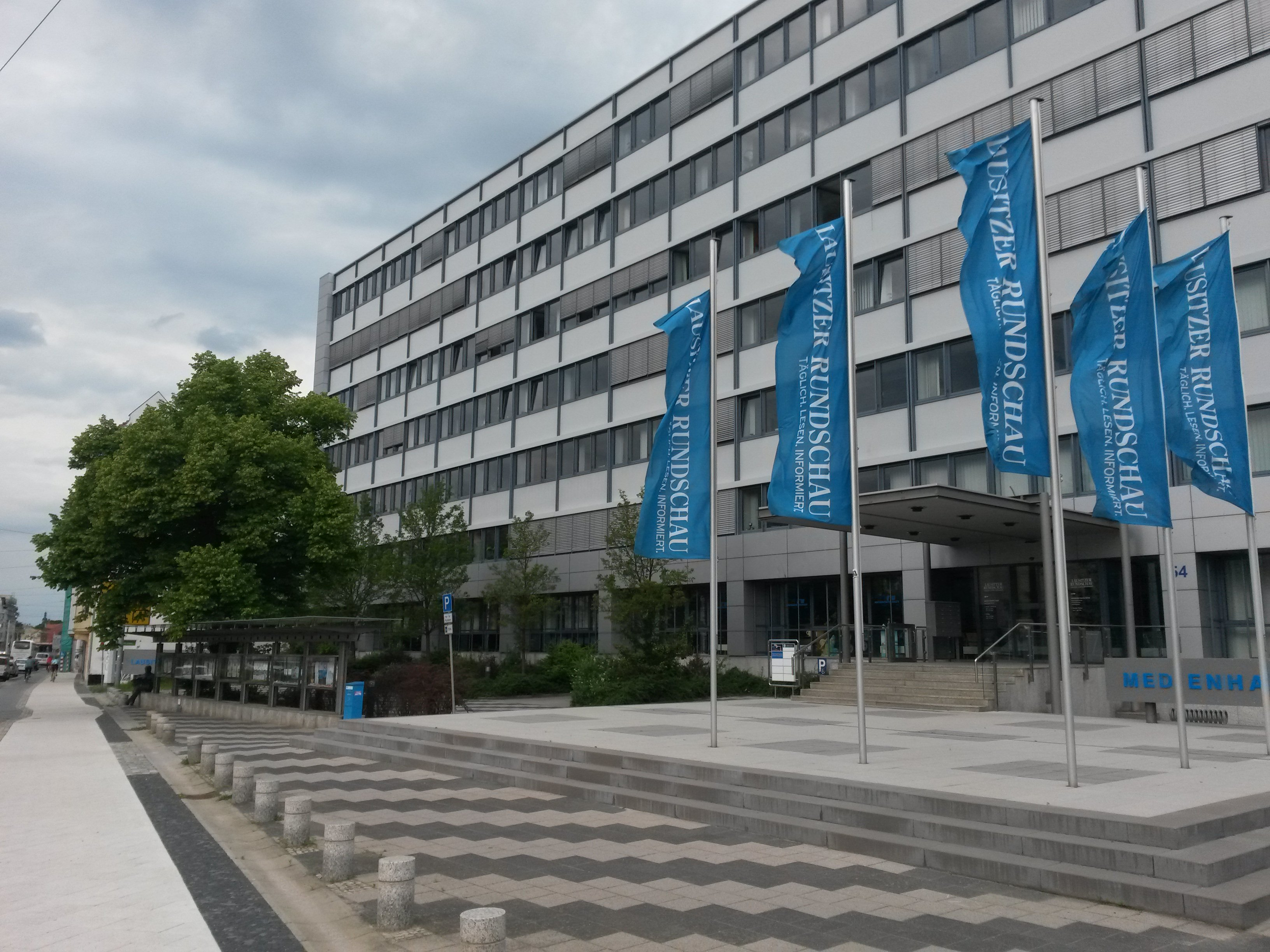
Sitz der Lausitzer Rundschau

## Geschichte
Die Zeitung wurde am 20. Mai 1946 in Bautzen gegründet und zog 1952 nach Cottbus. Sie war in der DDR Organ der SED für die Lausitz, später Organ der SED-Bezirksleitung im Bezirk Cottbus. Das heutige Druckhaus wurde 1976 eingeweiht. Die wie in allen DDR-Medien oftmals geschönten und unangemessen optimistischen Artikel zum Aufbau des Sozialismus brachten der LR zahlreiche Spottnamen ein, die auch heute im Verbreitungsgebiet noch im Gebrauch sind, so z. B. „die Lausige“, „die Lause-Schau“, oder (in Anlehnung an die gebräuchliche Abkürzung LR) „der Lügen-Rudi“. 1984 wurde die Zeitung mit dem Vaterländischen Verdienstorden in Gold ausgezeichnet.
Am 18. Januar 1990 erschien die Lausitzer Rundschau erstmals formal als unabhängige Publikation. Bei der Privatisierung der vormaligen SED-Zeitungen verkaufte die Treuhandanstalt die Zeitung im April 1991 an die Saarbrücker Zeitung Verlag und Druckerei, die zu diesem Zeitpunkt mehrheitlich der Verlagsgruppe Georg von Holtzbrinck (GvH) gehörte. Im selben Jahr wurde als herausgebendes Verlagsunternehmen die Lausitzer Rundschau Verlag und Druckerei GmbH gegründet.
Von 2004 bis 2009 erschien die Lausitz-Ausgabe der jungen Tageszeitung 20cent. Seit 2007 ist das Medienhaus als Gesellschafter bei der Lokal-Radio Cottbus GmbH beteiligt, die den Radiosender 94.5 Radio Cottbus betreibt.
2009 benannte der Eigentümer das Verlagsunternehmen in LR Medienverlag und Druckerei GmbH um und verschmolz es mit der Lausitzer Rundschau Druckerei GmbH.
2012 gab die Holtzbrinck-Gruppe ihr Regionalzeitungsgeschäft auf und verkaufte ihren Anteil am Saarbrücker Verlag an die Gesellschaft für Staatsbürgerliche Bildung Saar mbH (GSB). Diese verkaufte kurz danach 56 Prozent des Unternehmens an die Rheinische Post Mediengruppe weiter, die die unternehmerische Leitung übernahm und die Tageszeitungen der Gruppe in ihren Konzern eingliederte. 28 Prozent des Saarbrücker Verlags blieben weiterhin im Eigentum der GSB, 16 Prozent gehören einer Beteiligungsgesellschaft der Mitarbeiter.
2012 richtete der Verlag das Gastroportal finerio.de ein. 2013 kam das Internetportal für den Brandenburger Amateurfußball fupa.net/brandenburg hinzu.
2018 kaufte die Neue Pressegesellschaft die Lausitzer Rundschau vom Saarbrücker Verlag und führt sie gemeinsam mit benachbarten Zeitungen in ihrem Tochterunternehmen Märkisches Medienhaus GmbH & Co. KG mit Sitz in Frankfurt (Oder).
Zum Januar 2019 stellte der Verlag die im Abonnement beigelegte TV-Zeitschrift von rtv auf Prisma (Regionalausgabe Ost) um.

## Auflage
Die Lausitzer Rundschau gehört zu den deutschen Tageszeitungen mit den größten Auflagenverlusten der vergangenen Jahre. Die verkaufte Auflage ist in den vergangenen 10 Jahren um durchschnittlich 5,4 % pro Jahr gesunken. Im vergangenen Jahr hat sie um 4,5 % abgenommen. Sie beträgt gegenwärtig 43.361 Exemplare. Der Anteil der Abonnements an der verkauften Auflage liegt bei 85,2 Prozent.
| 1998   | 1999   | 2000   | 2001   | 2002   | 2003   | 2004   | 2005   | 2006   | 2007   | 2008  | 2009  | 2010  | 2011  | 2012  | 2013  | 2014  | 2015  | 2016  | 2017  | 2018  | 2019  | 2020  | 2021  | 2022  | 2023  | 2024  |
| ------ | ------ | ------ | ------ | ------ | ------ | ------ | ------ | ------ | ------ | ----- | ----- | ----- | ----- | ----- | ----- | ----- | ----- | ----- | ----- | ----- | ----- | ----- | ----- | ----- | ----- | ----- |
| 170890 | 162350 | 153574 | 146470 | 137112 | 132406 | 122857 | 116019 | 108482 | 103836 | 99969 | 97577 | 94682 | 91173 | 87580 | 83080 | 82008 | 78537 | 75671 | 73915 | 69071 | 64633 | 60922 | 58242 | 53783 | 49567 | 47312 |

Der Verlag gibt außerdem die Gratiszeitung Lausitzer Woche (bis 2015 Lausitz am Sonntag) heraus. Diese erscheint in Cottbus, im angrenzenden Landkreis Spree-Neiße, im Spreewald sowie in Senftenberg.

## Chefredakteure
- 1946–1949: Georg Porthmann
- 1949–1951: Kurt Gentz
- 1951–1955: Robert Waßmann
- 1955–1958: Paula Acker
- 1958–1981: Robert Waßmann
- 1981–1990: Joachim Telemann
- 1990–1994: Wolfgang Nagorske
- 1994–1999: Dieter Mauer
- 1999–2004: Peter Stefan Herbst
- 2005–2010: Dieter Schulz
- 2010–2016: Johannes M. Fischer
- 2016–2024: Oliver Haustein-Teßmer
- seit 2024: Claus Liesegang